# Viguera
Viguera – gmina w Hiszpanii, w prowincji La Rioja, w La Rioja, o powierzchni 41,72 km². W 2011 roku gmina liczyła 435 mieszkańców.